# 장택단

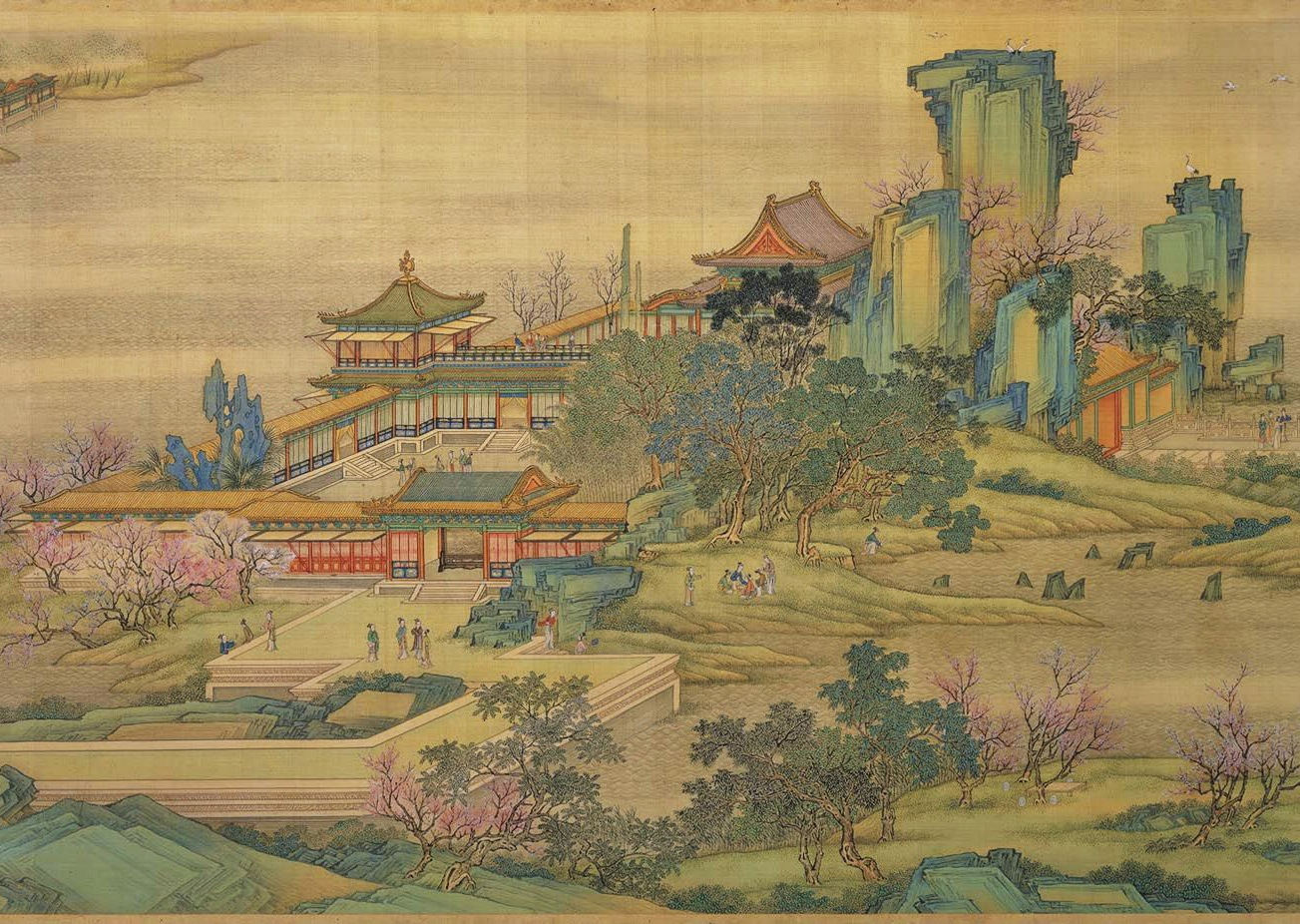
청명상하도

장택단(張擇端, 1085년~1145년)은 북송과 남송의 화가로 청명상하도의 작가로 유명하다. 산둥성 웨이팡시 주청시에서 태어나 이른 시기에 카이펑에서 그림을 배웠다.